# Іфігенія (Есхіл)
«Іфігенія» (дав.-гр. Ἰφιγένεια дав.-гр. Ἰφιγένεια) — трагедія давньогрецького драматурга Есхіла, сюжет якої пов'язаний з міфами про Троянську війну і про царський мікенський дім. Її текст втрачено майже повністю.

## Сюжет

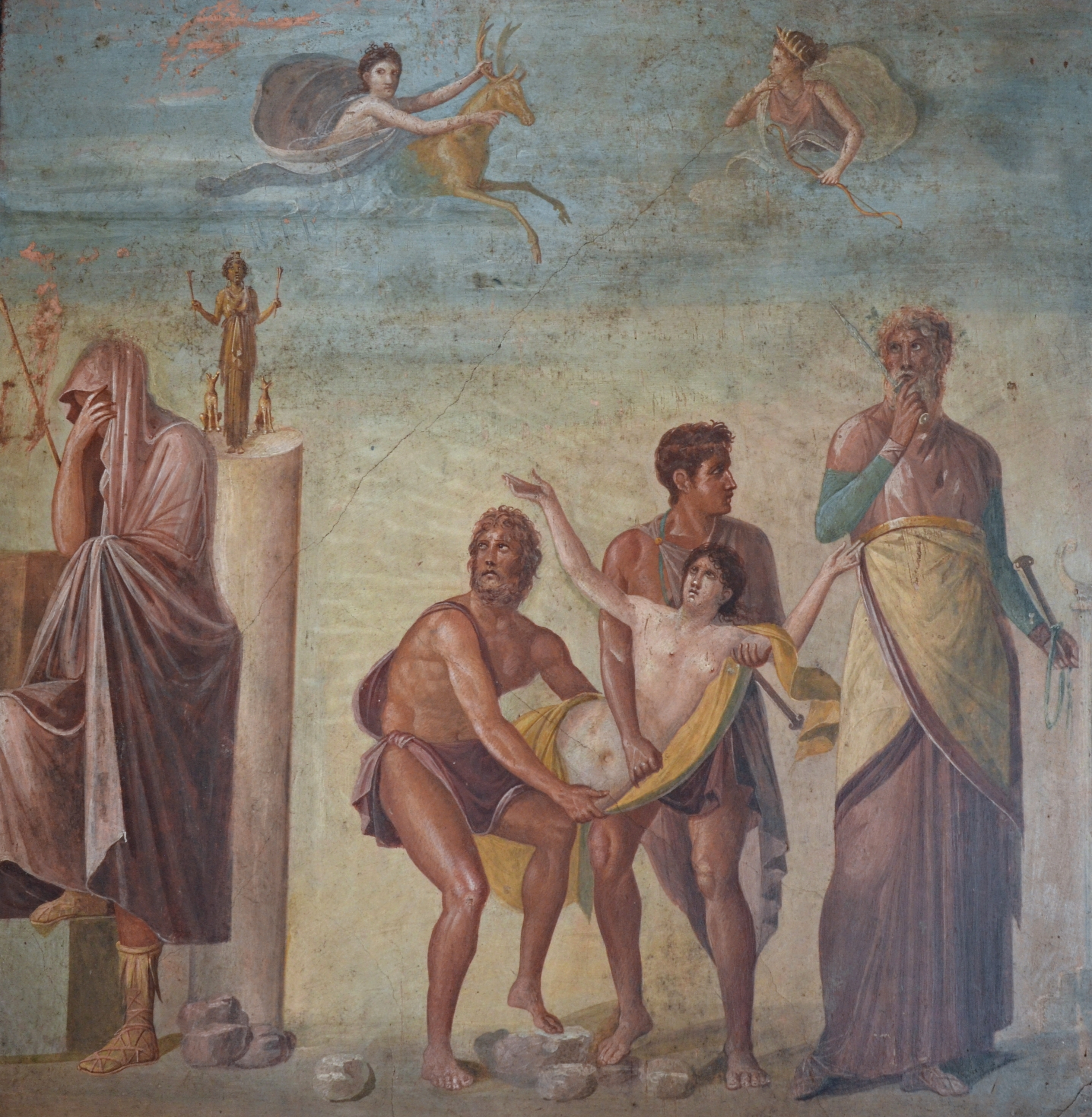
Жертвопринесення Іфігенії. Фреска у Помпеях

«Іфігенія» Есхіла присвячена популярному в античну епоху сюжету. Заголовна героїня трагедії — дочка царя Мікен Агамемнона та його дружини Клітемнестри, яку рідний батько повинен принести в жертву, щоб умилостивити Артеміду (з чим пов'язаний у Есхіла гнів цієї богині, залишається неясним). Без такого жертвопринесення грецький флот не зміг би відплисти з Авліди до Трої, а тому Агамемнон викликає дочку до себе, обдуривши її обіцянкою шлюбу з Ахіллом, і царівна покірно лягає на вівтар. Невідомо, чи відбувався в цій трагедії чудовий порятунок Іфігенії: в одній із версій міфу Артеміда в останній момент підмінила цю героїню ланню .

## Доля п'єси
Зазвичай Есхіл поєднував свої п'єси в тетралогії, і про Троянську війну він написав дев'ять п'єс. Однак немає точної інформації про те, як ці твори групувалися у цикли . Текст «Іфігенії» втрачено практично повністю: зберігся лише короткий фрагмент із реплікою про елевсинські обряди: «Про них не слід розголошувати між жінками» .